# بوابة الشعب
بوابة الشعب أو بوابة البريعصي  ، هي بوابة في سور الكويت، سميت نسبة فالح البريعصي المطيري وكان حارساً لها وملك مزرعة بالقرب من البوابة زرع فيها الخضراوات والبقول والطماطم ثم سميت لاحقاً باسم بوابة الشعب لأنها تؤدي إلى منطقة الشعب، المملوك للشيخ سالم المبارك الصباح ثم الشيخ عبد الله السالم الصباح. وكانت البوابة تودي إلى طريق القرى الساحلية الجنوبية مثل الرأس والدمنة التي تحول اسمها إلى السالمية في 1952 وتقع حاليا بالقرب من مجمع الأوقاف.